# Emil Karl Blümml

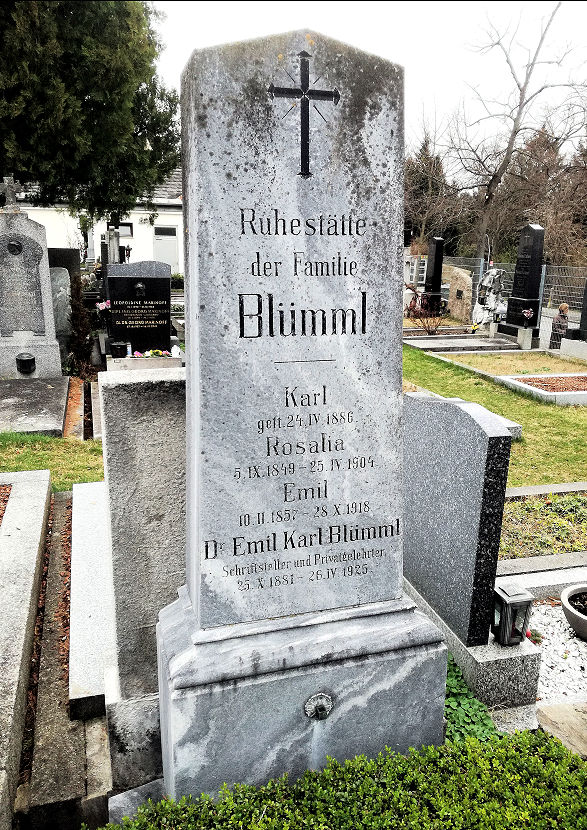

Emil Karl Blümml (* 25. Oktober 1881 in Währing bei Wien; † 26. April 1925 in Wien) war ein österreichischer Volksliedforscher und Musikschriftsteller.

## Leben
Blümml studierte Geschichte, Musikgeschichte und Germanistik in Tübingen, Bern und Wien; 1910 wurde er promoviert. Durch die Bekanntschaft mit Gustav Gugitz regte sich sein Interesse an der Wiener Lokalgeschichte.
Bekannt wurde er mit der 1906 in Wien „nur für Gelehrte“ gedruckten Sammlung Erotische Volkslieder aus Deutsch-Österreich. Der Volksliedforscher Josef Pommer verklagte ihn daraufhin und versuchte vergebens, Blümml den Doktortitel aberkennen zu lassen. Beim Versuch, eine fahrende Straßenbahn zu besteigen, verunglückte er tödlich.
Von 1922 bis 1925 war Blümml Mitbesitzer der Obst-, Landes- und Mahlproduktenhandlung Dr. Blümml & Dvořak.

## Werke (Auswahl)
- Historische Lieder auf Jud Süß. In: Archiv für Kulturgeschichte, 4 (1906), S. 439–457.
- Die Volksliedbewegung in Deutsch-Österreich, Ludwig, Wien 1910 (gemeinsam mit Franz Friedrich Kohl und Josef Reiter).
- als Hrsg.: Caroline Pichler: Denkwürdigkeiten […]. G. Müller, München 1914.
- Aus Mozarts Freundes- und Familienkreis. Strache, Wien 1923.